# Геташен (Армавір)
Геташен (вірм. Գետաշեն) — село в марзі Армавір, на заході Вірменії. Село розташоване за 14 км на південний захід від міста Армавір, за 4 км на південний захід від села Налбандян та за 2 км на південний схід від села Шенаван.